# Цуру
Цуру (яп. 都留市 Цуру-си) — город в Японии, находящийся в префектуре Яманаси. Площадь города составляет 161,58 км², население — 32 919 человек (1 августа 2014), плотность населения — 203,73 чел./км².

## Географическое положение
Город расположен на острове Хонсю в префектуре Яманаси региона Тюбу. С ним граничат города Фудзиёсида, Оцуки, Уэнохара, посёлки Нисикацура, Фудзикавагутико и сёла Доси, Осино, Яманакако.

## Население
Население города составляет 32 919 человек (1 августа 2014), а плотность — 203,73 чел./км². Изменение численности населения с 1980 по 2005 годы:
| 1980 | 32 901 чел. |  |
| 1985 | 33 158 чел. |  |
| 1990 | 33 903 чел. |  |
| 1995 | 35 398 чел. |  |
| 2000 | 35 513 чел. |  |
| 2005 | 35 017 чел. |  |

## Символика
Деревом города считается сосна, цветком — цветок сливы японской, птицей — Cettia diphone.

## Города-побратимы
- Хендерсон, США (1983)